# Nematanthus kuhlmannii
Nematanthus kuhlmannii är en tvåhjärtbladig växtart som först beskrevs av Osvaldo Handro, och fick sitt nu gällande namn av Chautems. Nematanthus kuhlmannii ingår i släktet Nematanthus och familjen Gesneriaceae. Inga underarter finns listade i Catalogue of Life.